# Preconscio
In psicoanalisi, il preconscio (Vorbewusste nella formulazione originale in tedesco) è uno dei tre sistemi della mente secondo il modello topografico, o prima topica, elaborato da Freud in seguito agli studi sul lavoro onirico. Si tratta del sistema che si trova "a metà" tra l'inconscio e il conscio, e che ospita i contenuti mentali che sono inconsci in un particolare momento, ma che, non essendo stati oggetto di rimozione, sono accessibili al ricordo e possono diventare consci al momento opportuno, ma anche essere rimossi, nel caso in cui la coscienza li ritenga inaccettabili. In altre parole i contenuti preconsci sono inconsci in senso descrittivo, ma non in senso dinamico: 
(Sigmund Freud, L'interpretazione dei sogni, 1900.)
Con lo sviluppo del modello strutturale, caratterizzato dalle tre istanze psichiche di Io, Es, e Super Io, Freud non abbandona il concetto di preconscio. Infatti le due topiche freudiane sono in un certo senso complementari, e il preconscio rimane il luogo in cui il Super Io, tramite il meccanismo della censura, seleziona i contenuti psichici accessibili alla coscienza.
Nel 1932, Freud spiega che la psicoanalisi
(Sigmund Freud, Introduzione alla psicoanalisi - nuova serie di lezioni(1932))